# Giovanni Caccianemici
Giovanni Caccianemici (zm. 1152) – włoski kardynał.
Był członkiem kongregacji kanoników regularnych San Frediano di Lucca i krewnym kardynała Gerardo Caccianemici, który w 1144 roku został papieżem Lucjuszem II (1144-45). Nominację kardynalską (z tytułem diakona S. Maria in Nuova) otrzymał jednak jeszcze od jego poprzednika Celestyna II na konsystorzu w grudniu 1143. Uczestniczył w papieskiej elekcji 1144 i papieskiej elekcji 1145. Korespondował z opatem Wibaldem ze Stablo. Zmarł prawdopodobnie krótko po 27 stycznia 1152, tego dnia bowiem jego imię po raz ostatni pojawiło się wśród sygnatariuszy bulli papieskich.